# Ţāher Deh
Ţāher Deh (persiska: تَهِر دِه, طاهر ده) är en ort i Iran.   Den ligger i provinsen Mazandaran, i den norra delen av landet, 180 km nordost om huvudstaden Teheran. Ţāher Deh ligger 13 meter över havet och antalet invånare är 598.
Terrängen runt Ţāher Deh är platt åt nordväst, men åt sydost är den kuperad. Runt Ţāher Deh är det ganska tätbefolkat, med 111 invånare per kvadratkilometer. Närmaste större samhälle är Sari, 8,0 km sydväst om Ţāher Deh. Trakten runt Ţāher Deh består till största delen av jordbruksmark.